# ژان-کلود لاوو
ژان-کلود لاوو (فرانسوی: Jean-Claude Lavaud‎; زاده ۱۸ مهٔ ۱۹۳۸ – درگذشته ۶ مارس ۲۰۱۱) بازیکن و مربی فوتبال اهل فرانسه بود.
از باشگاه‌هایی که در آن بازی کرده‌است می‌توان به باشگاه فوتبال استاد برستوا ۲۹ و باشگاه فوتبال رن اشاره کرد.
وی همچنین در تیم ملی فوتبال فرانسه بازی کرده‌است.